# Colettijnenstraat

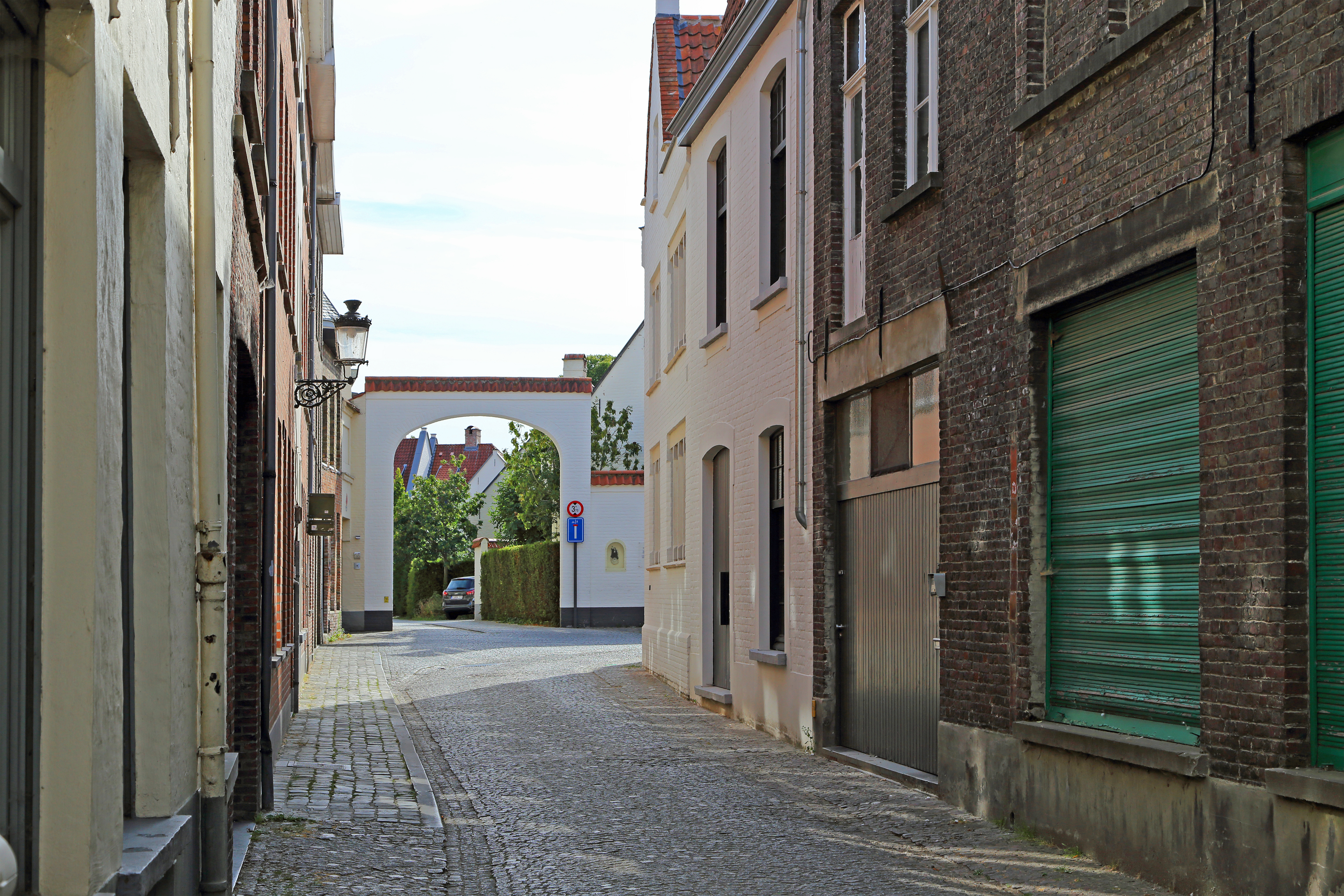
De Colettijnenstraat (in westelijke richting gezien) en de poort van de Colettijnenhof

De Colettijnenstraat is een straat in het historisch centrum van Brugge.

## Beschrijving
Op een stuk grond dat geschonken werd door Lodewijk van Gruuthuse, werd in 1469, met de steun van Karel de Stoute, Maximiliaan van Oostenrijk en Maria van Bourgondië een klooster opgericht van zusters Arme Claren, meer bepaald van de zusters die de hervormde regel van de heilige Coleta volgden en zich colettijnen' noemden.
De straat loopt van de Katelijnestraat tot aan de Sulferbergstraat.
Sinds het klooster rond 1990 werd opgeheven, zijn de gebouwen afgebroken en is in de plaats, op het einde van de straat, een nieuwe verkaveling met traditionele Brugse huizen gebouwd, dat de naam Colettijnenhof draagt.